# Rajd Monte Carlo 1981
Rajd Monte Carlo 1981 (49. Rallye Automobile de Monte-Carlo) – rajd samochodowy rozgrywany w Monaco od 24 do 30 stycznia 1981 roku. Była to pierwsza runda Rajdowych Mistrzostw Świata w roku 1981. Rajd został rozegrany na asfalcie i śniegu. Baza imprezy była zlokalizowana we Francji w Monte Carlo.

## Zwycięzcy odcinków specjalnych[2]
| Dzień            | OS | Godz. roz. | Nazwa                                         | Długość  | Zwycięzca        | Czas  | Śr. pręd.   | Lider rajdu      |
| ---------------- | -- | ---------- | --------------------------------------------- | -------- | ---------------- | ----- | ----------- | ---------------- |
| 2 (25-26 sty)    | 1  | 21:57      | Veniper – La Feclaz                           | 14,00 km | Hannu Mikkola    | 10:32 | 79,75 km/h  | Hannu Mikkola    |
| 2 (25-26 sty)    | 2  | 22:49      | Bellecombette – Le Sappey-en-Chartreuse       | 44,00 km | Hannu Mikkola    | 36:16 | 72,79 km/h  | Hannu Mikkola    |
| 2 (25-26 sty)    | 3  | 0:40       | Saint-Barthélémy de Sechilienne – Lavaldens   | 19,00 km | Hannu Mikkola    | 16:09 | 70,59 km/h  | Hannu Mikkola    |
| 2 (25-26 sty)    | 4  | 2:39       | Pont du Fosse – Romette                       | 21,00 km | Hannu Mikkola    | 16:01 | 78,67 km/h  | Hannu Mikkola    |
| 2 (25-26 sty)    | 5  | 3:58       | Col des Garcinets – Bayons                    | 22,00 km | Hannu Mikkola    | 20:46 | 63,56 km/h  | Hannu Mikkola    |
| 2 (25-26 sty)    | 6  | 5:05       | Sisteron – Melan                              | 28,00 km | Hannu Mikkola    | 25:53 | 64,91 km/h  | Hannu Mikkola    |
|                  |    |            |                                               |          |                  |       |             | Hannu Mikkola    |
| 3 (26-27-28 sty) | 7  | 23:57      | Moulinet – La Bollène 1                       | 22,00 km | Bernard Darniche | 18:18 | 72,13 km/h  | Hannu Mikkola    |
| 3 (26-27-28 sty) | 8  | 1:54       | Pont des Miolans – Saint-Auban 1              | 24,00 km | Bruno Saby       | 16:20 | 88,16 km/h  | Hannu Mikkola    |
| 3 (26-27-28 sty) | 9  | 5:05       | Col de Faye                                   | 13,00 km | Bruno Saby       | 8:40  | 90,00 km/h  | Hannu Mikkola    |
| 3 (26-27-28 sty) | 10 | 6:00       | Laborel – Montauban                           | 20,00 km | Hannu Mikkola    | 13:59 | 85,82 km/h  | Hannu Mikkola    |
| 3 (26-27-28 sty) | 11 | 7:22       | La Motte Chalancon – Saint-Nazaire-le-Désert  | 23,00 km | Guy Fréquelin    | 18:00 | 76,67 km/h  | Jean-Luc Thérier |
| 3 (26-27-28 sty) | 12 | 9:38       | Le Moulinon – Antraigues                      | 38,00 km | Jean Ragnotti    | 26:25 | 86,31 km/h  | Jean-Luc Thérier |
| 3 (26-27-28 sty) | 13 | 14:15      | La Souche                                     | 27,00 km | Jean Ragnotti    | 19:35 | 82,72 km/h  | Jean-Luc Thérier |
| 3 (26-27-28 sty) | 14 | 15:37      | Burzet – Mezilhac                             | 32,00 km | Jean-Luc Thérier | 21:10 | 90,71 km/h  | Jean-Luc Thérier |
| 3 (26-27-28 sty) | 15 | 17:39      | Saint-Bonnet-le-Froid                         | 26,00 km | Guy Fréquelin    | 19:59 | 78,07 km/h  | Jean-Luc Thérier |
| 3 (26-27-28 sty) | 16 | 10:11      | Saint-Jean-en-Royans – La Chapelle en Vercors | 38,00 km | Jean Ragnotti    | 27:54 | 81,72 km/h  | Jean-Luc Thérier |
| 3 (26-27-28 sty) | 17 | 22:34      | Saint-Barthélémy – Saint-Michel-les-Portes    | 37,00 km | Jean Ragnotti    | 35:05 | 63,28 km/h  | Jean-Luc Thérier |
| 3 (26-27-28 sty) | 18 | 0:32       | Les Savoyons – Barcillonnette                 | 16,00 km | Jean Ragnotti    | 14:43 | 65,23 km/h  | Jean-Luc Thérier |
| 3 (26-27-28 sty) | 19 | 5:04       | Chorges – Savines                             | 16,00 km | Jean-Luc Thérier | 13:12 | 72,73 km/h  | Jean-Luc Thérier |
| 3 (26-27-28 sty) | 20 | 6:01       | Saint-Sauveur                                 | 20,00 km | Jean Ragnotti    | 18:50 | 63,72 km/h  | Jean-Luc Thérier |
| 3 (26-27-28 sty) | 21 | 7:39       | Col des Garcinets                             | 22,00 km | Jean-Luc Thérier | 18:37 | 70,90 km/h  | Jean-Luc Thérier |
| 3 (26-27-28 sty) | 22 | 9:41       | Col du Corobin 1                              | 16,00 km | Hannu Mikkola    | 15:11 | 63,23 km/h  | Jean-Luc Thérier |
| 3 (26-27-28 sty) | 23 | 11:04      | Trigance – Saint-Auban                        | 27,00 km | Jean-Luc Thérier | 19:39 | 82,44 km/h  | Jean-Luc Thérier |
| 3 (26-27-28 sty) | 24 | 12:08      | Les 4 Chemins 1                               | 16,00 km | Jacques Alméras  | 9:13  | 104,16 km/h | Jean-Luc Thérier |
|                  |    |            |                                               |          |                  |       |             | Jean-Luc Thérier |
| 4 (29-30 sty)    | 25 | 18:57      | Moulinet – La Bollène 2                       | 12,00 km | Bernard Darniche | 17:42 | 74,58 km/h  | Jean Ragnotti    |
| 4 (29-30 sty)    | 26 | 20:20      | Saint-Sauveur – Beuil                         | 21,00 km | Bernard Darniche | 15:09 | 83,17 km/h  | Jean Ragnotti    |
| 4 (29-30 sty)    | 27 | 21:43      | Pont des Miolans – Saint-Auban 2              | 24,00 km | Bernard Darniche | 15:48 | 91,14 km/h  | Jean Ragnotti    |
| 4 (29-30 sty)    | 28 | 23:09      | Annot – Pont de Villardon                     | 25,00 km | Guy Fréquelin    | 15:49 | 94,84 km/h  | Jean Ragnotti    |
| 4 (29-30 sty)    | 29 | 0:59       | Saint-Jeannet                                 | 18,00 km | Guy Fréquelin    | 13:41 | 78,83 km/h  | Jean Ragnotti    |
| 4 (29-30 sty)    | 30 | 4:27       | Col du Corobin 2                              | 16,00 km | Jean Ragnotti    | 14:27 | 66,44 km/h  | Jean Ragnotti    |
| 4 (29-30 sty)    | 31 | 5:50       | Trigance – Chateauvieux                       | 27,00 km | Bernard Darniche | 19:31 | 83,01 km/h  | Jean Ragnotti    |
| 4 (29-30 sty)    | 32 | 6:54       | Les 4 Chemins 2                               | 16,00 km | Bernard Darniche | 9:16  | 103,60 km/h | Jean Ragnotti    |

## Wyniki końcowe rajdu[3]
| Pierwsza dziesiątka | Pierwsza dziesiątka | Pierwsza dziesiątka | Pierwsza dziesiątka    | Pierwsza dziesiątka | Pierwsza dziesiątka | Pierwsza dziesiątka | Pierwsza dziesiątka |
| Msc.                | Nr. sam.            | Kierowca            | Samochód               | Grupa               | Czas                | Str.                | Punkty              |
| Msc.                | Nr. sam.            | Pilot               | Zespół                 | Kategoria           |                     | Str.                | Punkty              |
| ------------------- | ------------------- | ------------------- | ---------------------- | ------------------- | ------------------- | ------------------- | ------------------- |
| 1.                  | 9                   | Jean Ragnotti       | Renault 5 Turbo        | 4                   | 9:55.55             | 0.00                | 20                  |
| 1.                  | 9                   | Jean-Marc Andrié    | Renault Elf            | 3                   |                     | =                   | 20                  |
| 2.                  | 16                  | Guy Fréquelin       | Talbot Sunbeam Lotus   | 2                   | 9:58.49             | + 2.54              | 15                  |
| 2.                  | 16                  | Jean Todt           | Talbot Sport           | 4                   |                     | + 2.54              | 15                  |
| 3.                  | 6                   | Jochi Kleint        | Opel Ascona 400        | 4                   | 10:02.54            | + 6.59              | 12                  |
| 3.                  | 6                   | Gunter Wanger       | Opel Euro Händler Team | 4                   |                     | + 4.05              | 12                  |
| 4.                  | 11                  | Anders Kulläng      | Opel Ascona 400        | 4                   | 10:08.44            | + 12.49             | 10                  |
| 4.                  | 11                  | Bruno Berglund      | Publimmo Racing        | 4                   |                     | + 5.50              | 10                  |
| 5.                  | 8                   | Henri Toivonen      | Talbot Sunbeam Lotus   | 2                   | 10:11.42            | + 15.47             | 8                   |
| 5.                  | 8                   | Fred Gallagher      | Talbot Sport           | 4                   |                     | + 2.58              | 8                   |
| 6.                  | 4                   | Bernard Darniche    | Lancia Stratos HF      | 4                   | 10:13.02            | + 17.07             | 6                   |
| 6.                  | 4                   | Alain Mahé          | Team Chardonnet        | 4                   |                     | + 1.20              | 6                   |
| 7.                  | 2                   | Markku Alén         | Fiat 131 Abarth        | 4                   | 10:14.07            | + 18.12             | 4                   |
| 7.                  | 2                   | Ilkka Kivimäki      | Fiat Auto Torino       | 4                   |                     | + 1.05              | 4                   |
| 8.                  | 1                   | Björn Waldegård     | Ford Escort RS1800     | 4                   | 10:21.52            | + 25.57             | 3                   |
| 8.                  | 1                   | Hans Thorszelius    | Publimmo Racing        | 3                   |                     | + 7.45              | 3                   |
| 9.                  | 23                  | Jacques Alméras     | Porsche 911 SC         | 4                   | 10:33.38            | + 37.43             | 2                   |
| 9.                  | 23                  | 'Tilber'            | Jacques Alméras        | 4                   |                     | + 11.46             | 2                   |
| 10.                 | 17                  | Alain Coppier       | Renault 5 Turbo        | 4                   | 10:37.25            | + 41.30             | 1                   |
| 10.                 | 17                  | Josépha Laloz       | Alain Coppier          | 3                   |                     | + 3.47              | 1                   |

## Klasyfikacja po 1 rundzie

### Kierowcy
| Msc. | Kierowca       | Pkt. |
| ---- | -------------- | ---- |
| 1    | Jean Ragnotti  | 20   |
| 2    | Guy Fréquelin  | 15   |
| 3    | Jochi Kleint   | 12   |
| 4    | Anders Kulläng | 10   |
| 5    | Henri Toivonen | 8    |

### Producenci
| Msc. | Producent | Pkt. |
| ---- | --------- | ---- |
| 1    | Renault   | 18   |
| 2    | Talbot    | 17   |
| 3    | Opel      | 15   |
| 4    | Lancia    | 10   |
| 5    | Fiat      | 8    |